# جنگ چهارم مقدونیه
جنگ چهارم مقدونیه (۱۵۰ -۱۴۸ قبل از میلاد) آخرین مرحله از جنگ های روم-مقدونیه بود. این جنگ زمانی رخ داد که فردی به نام آندریسکوس به ادعای این که پسر پرسوس است ، قدرت را در مقدونیه بدست گرفت. (پرسوس آخرین شاه مقدونیه بود که در ۱۶۸ قبل از میلاد در جنگ سوم مقدونیه مغلوب روم شد.)
آندریسکوس در نبرد پیدنا شکستی سخت متحمل شد و رومی ها دوباره بر مقدونیه مسلط شدند. دو سال بعد مقدونیه تبدیل به یکی از ایالات جمهوری روم گشت.